# Lamá
Lamá, właśc. Luís Mamona João (ur. 1 lutego 1981 w Luandzie) – piłkarz, bramkarz reprezentacji narodowej Angoli.
Od 2002 roku reprezentuje barwy angolskiego klubu piłkarskiego, Petro Atlético Luanda. Znalazł się również w kadrze na Mistrzostwa Świata 2006 w Niemczech, jednak nie rozegrał tam ani jednego meczu, cały czas pozostając zmiennikiem dla João Ricardo.
Łącznie w reprezentacji Angoli rozegrał 46 spotkań.